# Vista Hermosa (Jalisco)
Vista Hermosa es una localidad del estado mexicano de Jalisco. Es parte del municipio de Tamazula de Gordiano.

## Demografía
| Gráfica de evolución demográfica |
|                                  |

| Censo | Población |
| ----- | --------- |
| 1900  | 958       |
| 1910  | 882       |
| 1921  | 1 368     |
| 1930  | 1 300     |
| 1940  | 2 273     |
| 1950  | 3 112     |
| 1960  | 2 875     |
| 1970  | 3 594     |
| 1980  | 3 845     |
| 1990  | 3 888     |
| 2000  | 3 592     |
| 2010  | 3 490     |
| 2020  | 3 884     |